# TCTEX1D4
TCTEX1D4‏ (Tctex1 domain containing 4) هوَ بروتين يُشَفر بواسطة جين TCTEX1D4 في الإنسان.

## وصلات خارجية
- تفاصيل أكثر عن TCTEX1D4 على موقع متصفح جينوم جامعة كاليفورنيا سانتا كروز [الإنجليزية].